# 桑福德 (阿拉巴马州)
桑福德（英文：Sanford），是美国阿拉巴马州下属的一座城市。面积约为4.18平方英里（约合10.82平方公里）。根据2010年美国人口普查，该市有人口241人，人口密度为57.7/平方英里（约合22.27/平方公里）。